# EuroVelo

Het netwerk van EuroVelo

EuroVelo-bewegwijzering

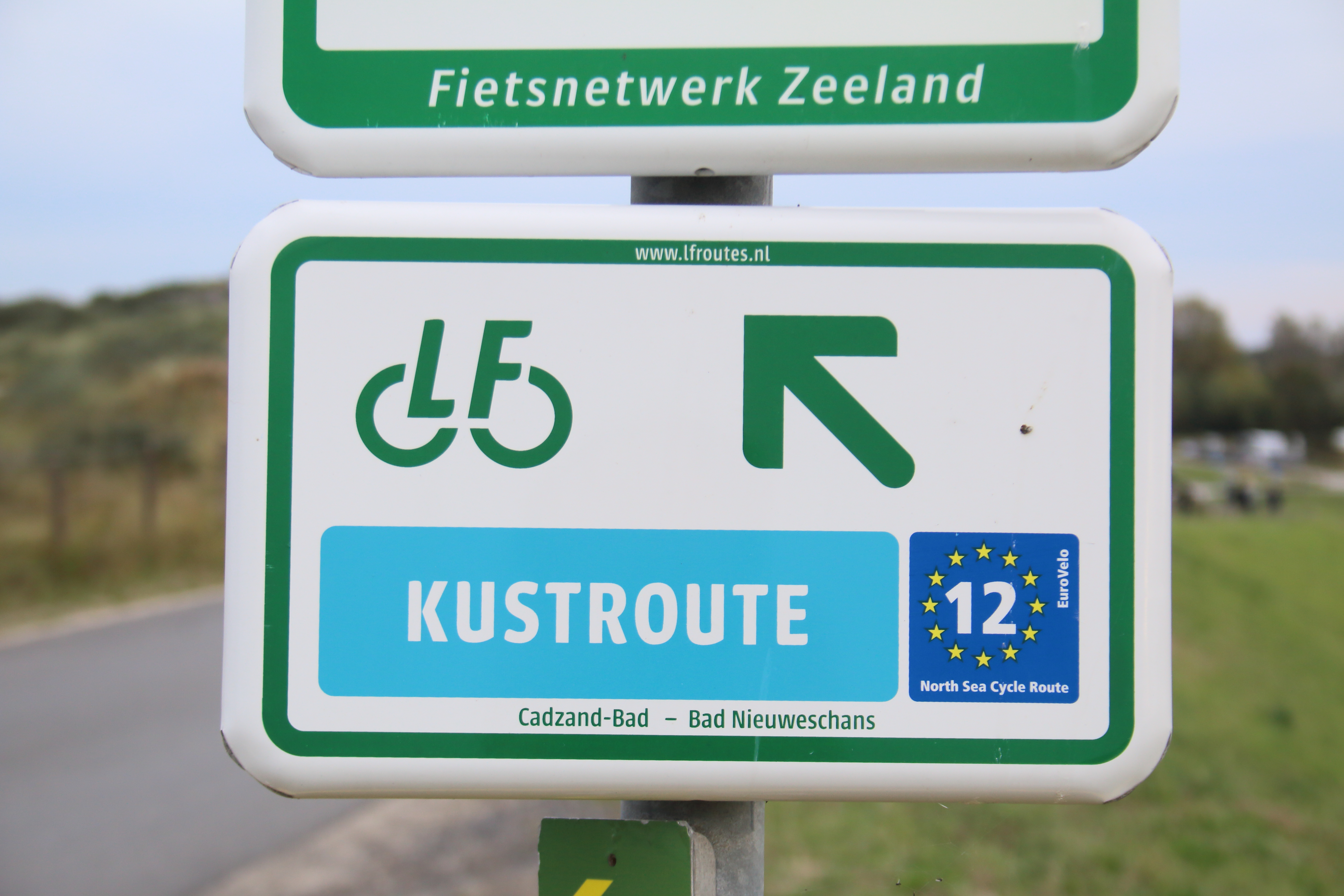
EuroVelo 12

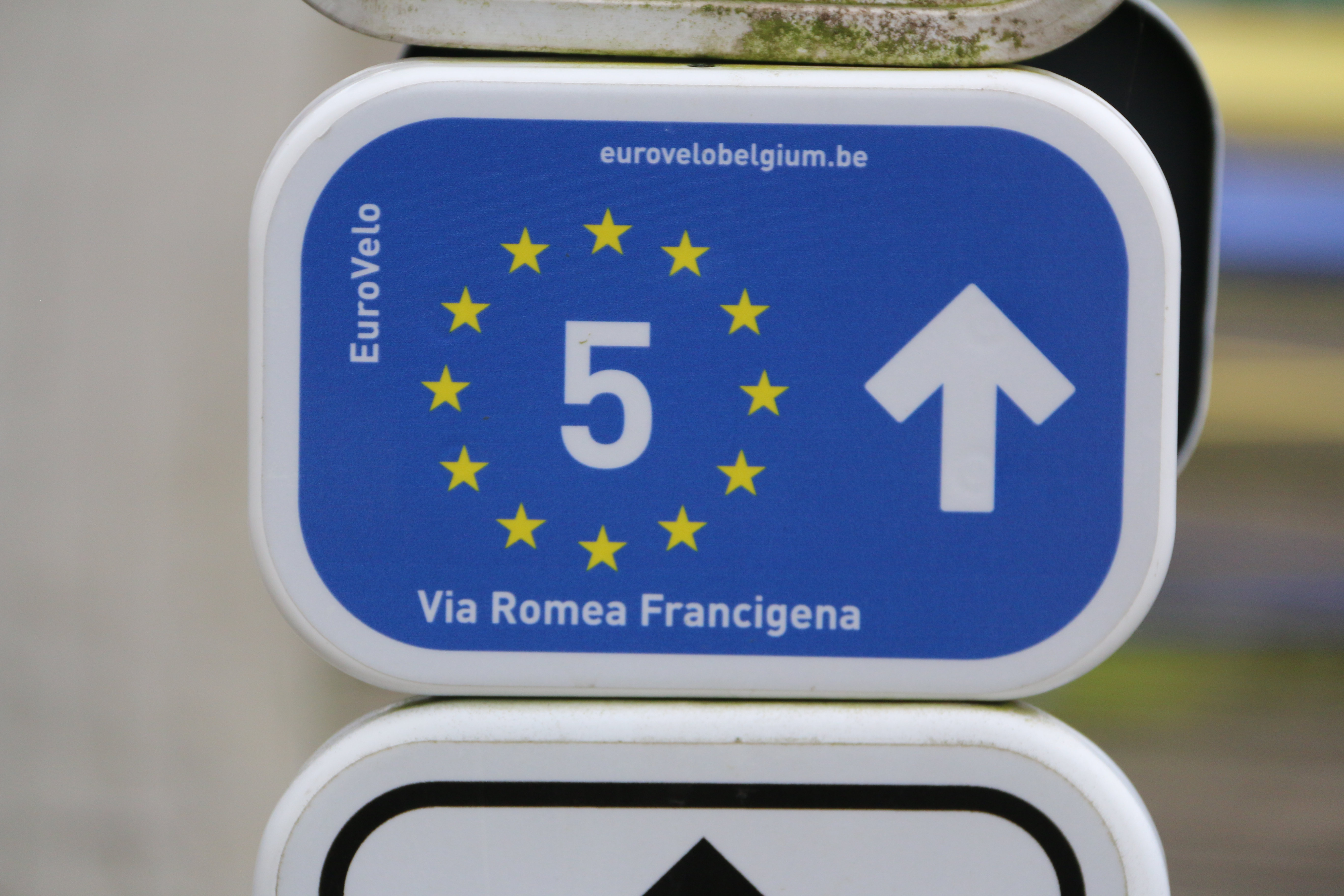
EuroVelo 5 in Geraardsbergen

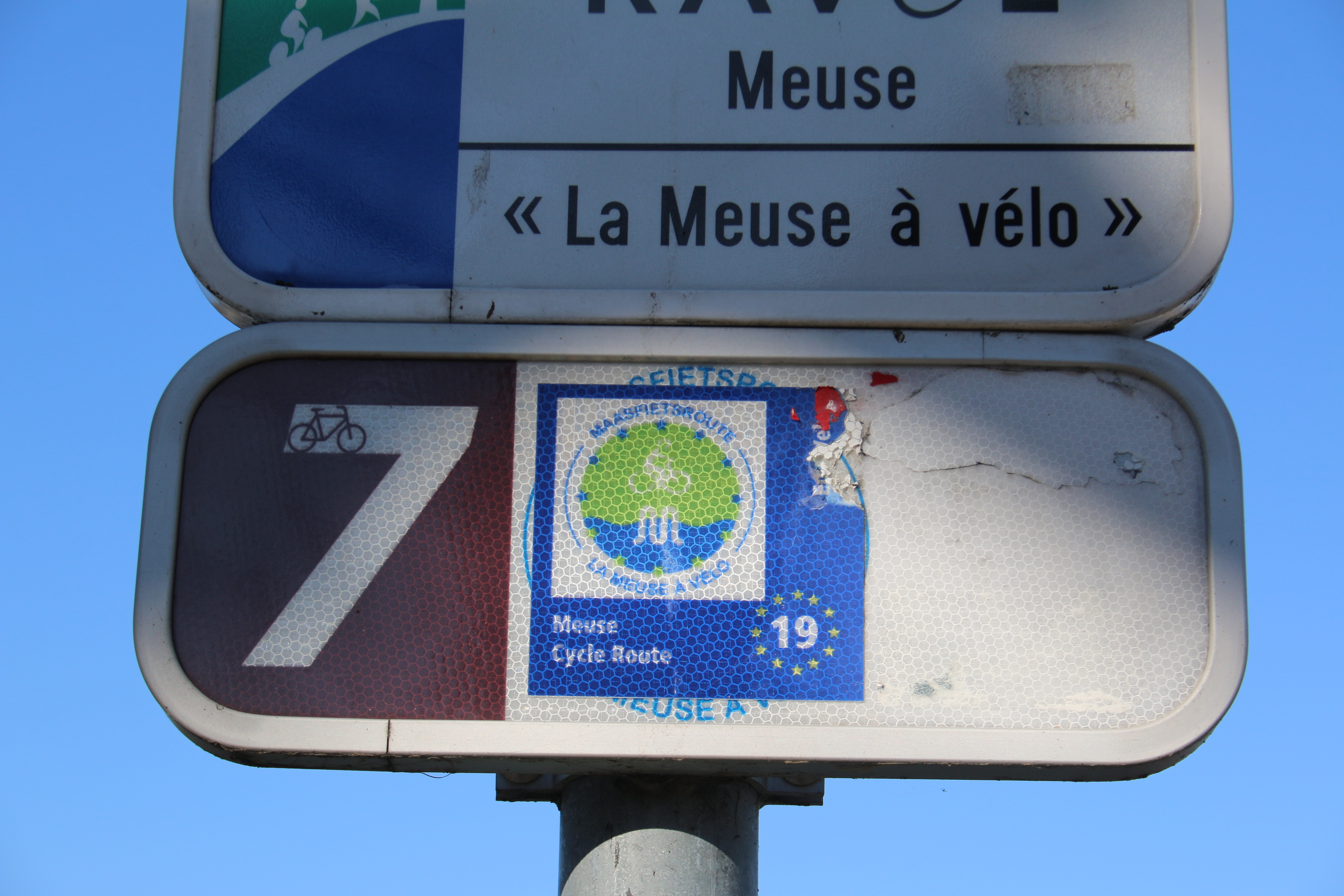
EuroVelo 19

EuroVelo is een netwerk van bewegwijzerde Europese fietsroutes. EuroVelo is een initiatief van de European Cyclists' Federation. 
Het doel van het netwerk is het bevorderen van toerisme op de fiets. Opvallend is dat naast fietsvakanties het netwerk ook nuttig is voor kortere ritten, en wanneer een fietser toevallig een stukje de route volgt, krijgt zijn rit een extra dimensie door de verre eindbestemming.
Aan de uitvoering van het netwerk wordt nog gewerkt. Een aantal routes zijn volledig klaar en bewegwijzerd. Andere routes zijn alleen nog maar in planning of gedeeltelijk bewegwijzerd. Soms wordt een traject van route binnen een land geopend. De routes worden ontwikkeld en aangelegd in nauwe samenwerking met nationale, regionale en lokale overheden en ook met NGO's, zoals in Nederland het Landelijk Fietsplatform, dat de LF-routes beheert. Uiteindelijk zal het hele netwerk 90.000 km omvatten.

## Routes van het EuroVelo netwerk
1. Atlantische Kustroute (Atlantic Coast Route) van de Noordkaap naar Sagres in Portugal, 11.150 km. Status: afgewerkt behalve delen in Ierland en Spanje[1]
2. Hoofdstedenroute (Capitals Route) van Galway naar Moskou, 5050 km. Deze route loopt door Nederland over de LF4.
3. Pelgrimsroute (Pilgrims Route) van Trondheim naar Santiago de Compostella, 5650 km.
4. Midden-Europaroute (Central European Route) van Roscoff in Bretagne naar Kiev in Oekraïne, 4000 km. Deze route loopt door België en Nederland over de LF Kustroute en de LF13.
5. Via Romea Francigena van Londen naar Rome en Brindisi, 3250 km. Deze route loopt over Brussel en in Vlaanderen voor een deel over de LF Vlaanderenroute - LF Heuvelroute.
6. Atlantische kust naar de Zwarte Zee (Atlantic - Black Sea) of de Rivierenroute (Rivers route), van Nantes in Frankrijk naar Constanta in Roemenië, 4700 km.
7. Route van de Zon (Sun Route) van de Noordkaap naar Malta, 7650 km.
8. Middellandse Zeeroute (Mediterranean Route) van Cádiz in Spanje naar Athene, 7350 km.
9. Van Oostzee naar de Adriatische Zee (Baltic Sea to Adriatic Sea) oftewel de Barnsteenroute (Amber Route) van Gdańsk naar Pula in Kroatië, 2050 km.
10. Oostzeeroute (Baltic Sea Cycle Route) rond de Oostzee, 9150 km.
11. Oost-Europaroute (East Europe Route) van de Noordkaap naar Athene, 5984 km.
12. Noordzeefietsroute (North Sea Cycle Route) rond de Noordzee, 5932 km. In Nederland en Vlaanderen is dit de LF Kustroute.
13. IJzerengordijnpad (Iron Curtain Trail) van de Barentszzee (grens Noorwegen-Finland) naar de Zwarte Zee (nabij Tsarevo, grens Bulgarije-Turkije), 10550 km.
14. Meren en rivieren van Midden-Europa (Waters of Central Europe) in Oostenrijk en Hongarije: 1125 km.
15. Rijnroute (Rhine Route) van Andermatt in Zwitserland naar Hoek van Holland, 1450 km.
16. Rhôneroute (Rhone Route) van Andermatt naar de Middellandse Zee, 1115 km.
17. Maasroute (Meuse Cycle Route) van de bron in Frankrijk (Langres) naar Rotterdam: 1050 km. In Nederland en Vlaanderen is dit de LF Maasroute.[2]